# Norwich Devils
I Norwich Devils sono una squadra di football americano di Norwich, in Gran Bretagna. Fondati nel 1984, hanno vinto un Britbowl.

## Dettaglio stagioni

### Tornei

#### Tornei nazionali

##### Campionato

###### NWFL Division One
| Stagione | regular season | regular season | regular season | regular season | regular season | regular season | playoff | playoff | playoff | playoff | playoff | playoff   | playoff    |
|          | Vin            | Par            | Per            | Tot            | PF             | PS             | Vin     | Per     | Tot     | PF      | PS      | risultato | avversaria |
| -------- | -------------- | -------------- | -------------- | -------------- | -------------- | -------------- | ------- | ------- | ------- | ------- | ------- | --------- | ---------- |
| 2022     | 3              | 0              | 5              | 8              | 149            | 209            | -       | -       | -       | -       | -       | -         | -          |
| Totale   | 3              | 0              | 5              | 8              | 149            | 209            | -       | -       | -       | -       | -       |           |            |

Fonti: Enciclopedia del Football - A cura di Massimo Mezzetti

###### Budweiser League First Division/BAFA NL Division Two
| Stagione | regular season | regular season | regular season | regular season | regular season | regular season | playoff | playoff | playoff | playoff | playoff | playoff                              | playoff        |
|          | Vin            | Par            | Per            | Tot            | PF             | PS             | Vin     | Per     | Tot     | PF      | PS      | risultato                            | avversaria     |
| -------- | -------------- | -------------- | -------------- | -------------- | -------------- | -------------- | ------- | ------- | ------- | ------- | ------- | ------------------------------------ | -------------- |
| 1987     | 7              | 0              | 3              | 10             | 169            | 79             | -       | -       | -       | -       | -       | -                                    | -              |
| 2018     | 5              | 0              | 3              | 8              | 181            | 188            | 0       | 1       | 1       | 0       | 50      | Quarti di finale Southern Conference | London Blitz B |
| 2022     | 7              | 0              | 1              | 8              | 205            | 69             | 0       | 1       | 1       | 6       | 32      | Quarti di finale Southern Conference | Bristol Apache |
| Totale   | 19             | 0              | 7              | 26             | 555            | 336            | 0       | 2       | 2       | 6       | 82      |                                      |                |

Fonti: Enciclopedia del Football - A cura di Massimo Mezzetti

### Riepilogo fasi finali disputate
| Anno           | Luogo | Evento               | Fase del torneo                      | Incontro                        | Risultato |
| 12 agosto 2018 |       | BAFA NL Division Two | Quarti di finale Southern Conference | London Blitz B - Norwich Devils | 50 - 0    |
| 14 agosto 2022 |       | BAFA NL Division Two | Quarti di finale                     | Bristol Apache - Norwich Devils | 32 - 6    |

## Palmarès
- 1 Britbowl (1989)
- 1 Britbowl di secondo livello (2002[3])
- 1 Britbowl di terzo livello (2002[4])